# Passionister
Passionister är medlemmar av Congregatio Passionis (CP), en katolsk kongregation grundad av Paulus av Korset 1720.
Passionisterna predikar i synnerhet om Kristi passion (lidande). Före detta hjälpbiskop William Kenney (Stockholms katolska stift) är passionist.

## Helgonförklarade passionister
- Paulus av Korset, grundare
- Vincenzo Strambi, biskop
- Gabriele Possenti
- Gemma Galgani, mystiker
- Innocencio Inmaculada, spansk präst
- Karel Houben, nederländsk präst
- Maria Goretti, italiensk jungfrumartyr (Hon räknas vanligtvis till passionisthelgonen då hennes andliga fostrare tillhörde passionisterna.)

## Saligförklarade passionister
- Eugen Bossilkof, bulgarisk biskop

Broder Isidoor av Helige Josef